# Григоров, Иван Алексеевич
Иван Алексеевич Григоров (25 сентября 1914, Талицкий Чамлык, Тамбовская губерния — 14 февраля 1982, Бекабад, Ташкентская область) — командир орудия 158-го гвардейского артиллерийского Дембицкого полка 78-й гвардейской стрелковой дивизии 33-го гвардейского стрелкового корпуса 5-й гвардейской армии 1-го Украинского фронта, гвардии старший сержант, Герой Советского Союза (1945).

## Биография
Иван Алексеевич Григоров родился в селе Талицкий Чамлык (ныне — в Добринском районе Липецкой области) в русской крестьянской семье. Окончил 6 классов. С началом коллективизации в начале 1930-х гг. переехал в Узбекистан, работал экспедитором Беговатского межсовхозного объединения (Ташкентская область).
В 1936—1939 гг. служил в Красной Армии. С началом Великой Отечественной войны в 1941 г. призван в армию, на фронте — с июля 1942 г., командовал орудийным расчётом. В 1943 г. вступил в ВКП(б). Участвовал в Сталинградской битве, освобождении Белоруссии и Украины.
В боях при расширении плацдарма на западном берегу реки Одер орудие, которым командовал И. Григоров, находилось постоянно на прямой наводке в боевых порядках пехоты. Орудийный расчёт особо отличился в боях в районе посёлка Бризен (северо-западнее Бжега). 25 января 1945 года расчёт гвардии старшего сержанта И. А. Григорова отразил вражескую контратаку, уничтожив два орудия, два бронетранспортёра, три зенитные установки, четыре подводы с боеприпасами противника. 6 февраля артиллеристы остановили гитлеровскую колонну, не дав ей возможности развернуться в боевой порядок, и вместе со всем дивизионом разгромили её.
Указом Президиума Верховного Совета СССР от 10 апреля 1945 года за мужество и героизм, проявленные в борьбе с немецко-фашистскими захватчиками, гвардии старшему сержанту Григорову Ивану Алексеевичу присвоено звание Героя Советского Союза с вручением ордена Ленина и медали «Золотая Звезда» (№ 9118).
После войны демобилизовался из армии, жил и работал в Беговате, где его и поныне считают национальным героем.

## Награды
- Медаль «Золотая Звезда» Героя Советского Союза (№ 9118; 1945);
- орден Ленина (1945);
- орден Отечественной войны II степени;
- орден Красной Звезды;
- орден Славы III степени;
- медали.

## Память
- В посёлке Добринка (Липецкая область) установлен бюст Героя.
- В 2005 году средней школе села Чамлык-Никольское Липецкой области присвоено имя Героя Советского Союза И. А. Григорова.